# Reinder Nummerdor
Reinder Aart Nummerdor, född 10 september 1976 i IJsselmuiden, Nederländerna är en tidigare volleyboll- och beachvolleyspelare. 
Nummerdor har varit framgångsrik både inomhus och utomhus. Han började sin karriär inomhus, innan han 2006 övergick till att spela beachvolley. Hans klubbkarriär inomhus omfattade EVV i Elsburg som ungdomsspelare (från 1985), följt av seniorspel först i Nederländerna med VC Zwolle (1993-1996) och SV Dynamo (1996-1998) och därefter i Italien med Porto Ravenna Volley (1998-2000), Gabeca Pallavolo (2000-2002), Volley Milano (2002-2003), 4 Torri 1947 Pallavolo Ferrara (2003-2004) och åter Gabeca Pallavolo (2004-2006). Han debuterade i volleybollandslaget 3 maj 1995. Med landslaget vann han EM 1997, deltog i OS 2000 (femma) och 2004 och spelade totalt 349 landskamper.
Han började spela beachvolley med Richard Schuil 2006. Tillsammans vann de EM tre gånger i rad (2008, 2009 och 2010) och deltog vid OS 2008 (kvartsfinal) och 2012 (fyra). Efter att Schuil avslutade sin beachvolleykarriär 2014 började Nummerdor spela med Christiaan Varenhorst. De kom tvåa vid VM 2015, tog brons vid EM 2015 och nådde kvartsfinal vid OS 2016
Numberdor gifte sig med volleybollspelaren Manon Flier 14 juni 2014, tillsammans har de en dotter (född 2016) och en son (född 2019).